# Sabotage

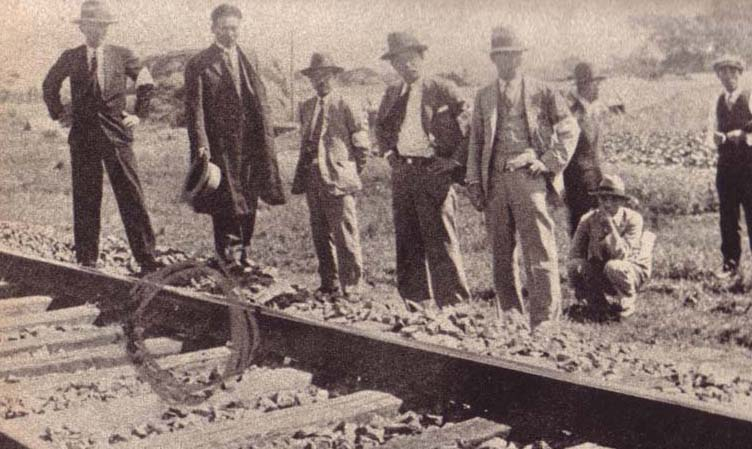
Japanse deskundigen inspecteren de opzettelijk aangebrachte schade aan een spoorlijn die leidde tot het Mukden-incident.

Sabotage is een opzettelijke actie met als doel de positie van een vijand te verzwakken. Door middel van belemmering, verstoring of vernietiging wordt getracht de bestaande orde schade toe te brengen.
Tijdens oorlog wordt het woord voornamelijk gebruikt om activiteiten te beschrijven van een individu of groep die niet met het leger (zoals een buitenlandse agent of een inheemse aanhanger) wordt geassocieerd, resulterend in het beschadigen of vernietigen van een essentiële vijandelijke faciliteit of het verwonden of doden van personen. Gewoonlijk worden voornamelijk productieve of vitale voorzieningen, zoals uitrusting, fabrieken, stuwdammen, publiek diensten of goederenopslag zijn doelwit voor sabotage, maar personen met een invloedrijke functie binnen de vijandelijke commandostructuur kunnen ook een doelwit worden van sabotage.
In tegenstelling tot een terroristische daad, wordt sabotage alleen gebruikt voor het aanrichten van materiële schade zonder onschuldige slachtoffers, maar het wordt niet uitgesloten als het vernietigen van het doel van essentieel belang is.

## Geschiedenis
Het woord sabotage is ontstaan tijdens de grote Luikse stakingen van 1886 in het Waalse industriebekken. Men kende tijdens de industriële revolutie de praktijk om bij noodgevallen tijdens het weven van kleedstof, een klomp (schoen) in de machine te slaan om het proces onmiddellijk tot stilstand te brengen. Al snel werd deze praktijk ook toegepast om de mededinging te benadelen, maar bij stakingen werd deze techniek het neusje van de zalm.
De arbeiders bewapenden zich en vernielden met hun klompen (Frans: sabot) de destijds nog zeer broze gietijzeren  productiemachines (zoals het onderstel van oude naaimachines), en deden fabrieken en kastelen in vlammen opgaan. Arbeiders in de zware industrie droegen zeer zwaar uitgevoerde klompen, omdat ze toen ook een veiligheidsfunctie hadden, als voorloper van veiligheidsschoenen. Krachtoverbrenging was destijds vooral door tandwielen. Dus de zaak stilleggen gebeurde eenvoudig door er een klomp tussen te gooien. In opdracht van de regering herstelde generaal Van der Smissen de orde. Tientallen arbeiders sneuvelden op straat en een wrede repressie volgde. 
Anderen beschouwen als oorsprong van het woord de grote staking in 1905, waarbij Belgische spoorwegarbeiders de rails ontdeden van hun fixaties (koppelplaten), de zogenoemde schoenen (Franse benaming sabots). 
Het woord sabotage werd een begrip. Het verspreidde zich in alle bekende talen. 
Sabotage heeft altijd een cruciale rol gespeeld in gewapende conflicten. In 1940 werd in Groot-Brittannië, onder leiding van de toenmalige Engelse premier Winston Churchill, een speciale groepering opgericht genaamd Special Operations Executive (SOE). Deze groep specialiseerde zich in het saboteren van belangrijke faciliteiten door zich heimelijk te bewegen achter de vijandelijke linies. Leden van de SOE waren voornamelijk gevluchte verzetsstrijders die na een intensieve opleiding in Engeland ingezet werden tegen de Duitse bezetter in hun land van herkomst.
De Franse verzetsbeweging heeft veel schade weten te veroorzaken door communicatienetwerken en spoorwegen op te blazen, ten behoeve van de geallieerde invasie op D-Day in 1944. Door de beschadiging of vernietiging van deze vitale middelen konden de Duitsers onvoldoende weerstand bieden tegen de geallieerden. Hierdoor kregen de geallieerde troepen tijd genoeg om in Normandië een stevige basis te creëren.

## Toepassing
Sabotage is een essentieel onderdeel van asymmetrische oorlogsvoering of guerrillaoorlogsvoering. Door een ongelijke balans in uitrusting, mensen of geld, is men als kleine groep of individu, genoodzaakt deze tactiek te gebruiken om strijd te kunnen leveren tegen de vijand. Hierdoor wordt sabotage doorgaans betiteld als onwettige oorlogshandeling en gevangen saboteurs worden tijdens oorlog meestal direct gedood voor hun daden.
Tegenwoordig wordt sabotage ook over het internet gebruikt door hackers. Het onbereikbaar maken van een internetpagina door een Denial of Service (DoS)-aanval resulteert in een belemmering voor andere internetgebruikers deze internetpagina's te bekijken. Reden voor dit soort ordeverstoring is meestal ideologisch, economisch of emotioneel. De elektronische saboteur tracht zoals een guerrilla-strijder in een korte tijd veel schade aan te richten, zonder zijn of haar identiteit bekend te maken.
Op die manier blijft sabotage, inhoudelijk gezien, nog steeds hetzelfde als oorspronkelijk.